# 정경두 (프로게이머)
정경두(1992년 10월 15일 ~ )는 대한민국의 전직 스타크래프트, 스타크래프트 II 프로게이머이다. 종족은 프로토스이며 아이디는 ParalyzE이다.
2009년 상반기 드래프트에서 SK텔레콤 T1의 2차 지명으로 입단하였다. 스타리그에 최초로 진출하는 쾌거를 누렸으나, 3패로 조기 탈락하였다.
특유의 아프로 헤어스타일 때문에 아프로 토스라는 별명이 붙었다.
2015년 1월 30일 SK텔레콤 T1은 보도자료를 통해 정경두가 1월 31일자로 선수 생활을 은퇴한다고 공식 발표했다.

## 험난했던 스타크래프트2 첫 개인리그 입성
스타크래프트2 종목으로 전향한 정경두는 개인리그 예선은 곧잘 올라갔으나 GSL 코드S와 스타리그 등 상위리그 본선에 진출하지 못했다.
2014년 1월 22일 WCS 시즌1 핫식스 GSL 코드A 경기에서 이승현에게만 2번 패하여 3위로 탈락한 정경두는 WCS 출전 지역을 변경한 정지훈의 빈 자리를 채울 와일드카드전에 출전한다.
와일드카드전 12강에서 최성일을 2:0, 6강에서 고병재를 2:1로 제압한 정경두는 3강 풀리그에서 김도욱과 조중혁을 만나 재재재재재경기를 펼치는 혈투 끝에 결국 생애 첫 GSL 코드S에 진출하게 된다.

### 와일드카드전 상세 기록
- 12강전
  - 1세트 정경두 승 vs 최성일 패 <연수>
  - 2세트 정경두 승 vs 최성일 패 <다이달로스 요충지>

- 6강전
  - 1세트 정경두 패 vs 고병재 승 <폴라 나이트>
  - 2세트 정경두 승 vs 고병재 패 <헤비레인>
  - 3세트 정경두 승 vs 고병재 패 <연수>

- 3강 풀리그
  - 정경두 승 vs 김도욱 패 <폴라 나이트>
  - 김도욱 승 vs 조중혁 패 <프로스트>
  - 조중혁 승 vs 정경두 패 <헤비테이션 스테이션>

- 3강 풀리그 재경기
  - 김도욱 승 vs 정경두 패 <헤비레인>
  - 조중혁 승 vs 김도욱 패 <연수>
  - 정경두 승 vs 조중혁 패 <알터짐 요새>

- 3강 풀리그 재재경기
  - 정경두 승 vs 김도욱 패 <다이달로스 요충지>
  - 김도욱 승 vs 조중혁 패 <연수>
  - 조중혁 승 vs 정경두 패 <헤비레인>

- 3강 풀리그 재재재경기
  - 정경두 승 vs 김도욱 패 <다이달로스 요충지>
  - 김도욱 승 vs 조중혁 패 <연수>
  - 조중혁 승 vs 정경두 패 <헤비레인>

- 3강 풀리그 재재재재경기
  - 정경두 승 vs 김도욱 패 <헤비테이션 스테이션>
  - 김도욱 승 vs 조중혁 패 <알터짐 요새>
  - 조중혁 승 vs 정경두 패 <프로스트>

- 3강 풀리그 재재재재재경기
  - 정경두 승 vs 김도욱 패 <폴라 나이트>
  - 조중혁 승 vs 김도욱 패 <다이달로스 요충지>
  - 정경두 승 vs 조중혁 패 <연수>

## 수상 경력

### 스타크래프트
- 2008년 제45회 스타크래프트 준프로게이머 선발전 입상
- 2010년 박카스 스타리그 2010 16강
- 2011년 진에어 스타리그 2011 24강

### 스타크래프트 II
- 2013년 2013 WCS Korea Season 1 챌린저리그 24강
- 2013년 2013 WCS 코리아 시즌 2 챌린저리그 48강
- 2013년 2013 WCS 코리아 시즌 3 챌린저리그 32강
- 2014년 2014 WCS 코리아 시즌 1 핫식스 글로벌 스타크래프트 II 리그 코드 S 32강
- 2014년 2014 WCS 코리아 시즌 2 핫식스 글로벌 스타크래프트 II 리그 코드 S 8강
- 2014년 2014 WCS 코리아 시즌 3 핫식스 글로벌 스타크래프트 II 리그 코드 S 32강